# Censo demográfico do Brasil de 1900
O censo demográfico do Brasil de 1900 foi a terceira operação censitária realizada em território brasileiro, à época da República Velha. De acordo com o censo, naquele ano, residiam no país cerca de 17 milhões de pessoas. A expectativa de vida do brasileiro era de 33,4 anos, enquanto que a expectativa de pagamento de tributos era de 3,92 anos. A partir de 1890, realizados pela então Direção Geral de Estatística, os censos ocorreram de dez em dez anos, em média, ainda que em 1910 e 1930 impedimentos políticos tenham impedido a realização.